# Gouvernement de Derbent
1846–1860
Entités précédentes :
- Oblast de la Caspienne

Entités suivantes :
- Oblast du Daghestan

Le gouvernement de Derbent (en russe : Дербентская губерния, derbentskaïa goubernia) est une division administrative de la Russie impériale qui exista de 1846 à 1860.

## Historique
Le gouvernement est créé par décret de l'empereur Nicolas Ier le 14 décembre 1846 et comprend les ouïezds de Derbent et de Quba de l'oblast de la Caspienne, ainsi que des territoires conquis du Daghestan. Sa capitale est la ville de Derbent.
En 1847, le gouvernement de Derbent, le chamkhalat de Tarki et le khanat de Mekhtoulite constituent une entité administrative spéciale du kraï (région) de la mer Caspienne. La ville de Derbent, les ouïezds de Derbent et de Quba, les okrougs de Samour et darguine, les khanats de Kura et de Kazikoumoukh ainsi que d'autres terres au sud de la Koïssou avare sont inclus dans le gouvernement de Derbent. Selon la charte de 1855, le kraï de la Caspienne se composait de deux parties : le gouvernement de Derbent et les terres du Daghestan nord et de montagne.
Le 5 avril 1860, conformément au Règlement sur la gestion de l'oblast du Daghestan, le gouvernement de Derbent est supprimée et sa majeure partie (à l'exception de l'ouïezd de Quba) est intégrée à l'oblast du Daghestan.

### Gouverneurs
- 1846—1850 : Général-major prince Alexandre Ivanovitch Gagarine (ru) ;
- 1850—1856 : Général-major Iouli Fiodorovitch Minckwitz (ru) ;
- 1857—1860 : Général-major Zakhar Stepanovitch Manioukine (ru).

## Référence
- (ru) « ДЕРБЕ́НТСКАЯ ГУБЕ́РНИЯ », sur Большая российская энциклопедия 2004–2017.